# Associazione Calcio Milan 1961-1962
Questa voce raccoglie le informazioni riguardanti l'Associazione Calcio Milan nelle competizioni ufficiali della stagione 1961-1962.

## Stagione

Cesare Maldini, neocapitano milanista, affronta lo juventino Omar Sívori.

L'estate 1961 segnò l'arrivo in panchina di Nereo Rocco, distintosi alla guida delle «provinciali» Triestina e Padova. Il parco-giocatori vide gli acquisti delle punte Pivatelli e Greaves, nonché la promozione in prima squadra del centrocampista Lodetti.
In avvio di campionato il Milan contese il primato ai concittadini nerazzurri, imponendosi tra l'altro nel derby. Le fortune della squadra erano legate alla prolificità di Greaves, il cui carattere estroso e l'indisciplina fuori dal campo ne provocarono tuttavia l'attrito con Rocco. Nel mercato autunnale il britannico lasciò quindi Milano, venendo sostituito dal brasiliano Sani che ricopriva la posizione di regista a centrocampo. L'ossatura della formazione era poi retta da Ghezzi tra i pali, Trapattoni in mediana e Altafini in avanti. Durante il girone di andata i rossoneri collezionarono risultati altalenanti, pur facendo registrare una netta vittoria (5-1) contro la Juventus. Al giro di boa gli uomini di Rocco occupavano la quarta posizione, con 5 punti di ritardo dall'Inter.

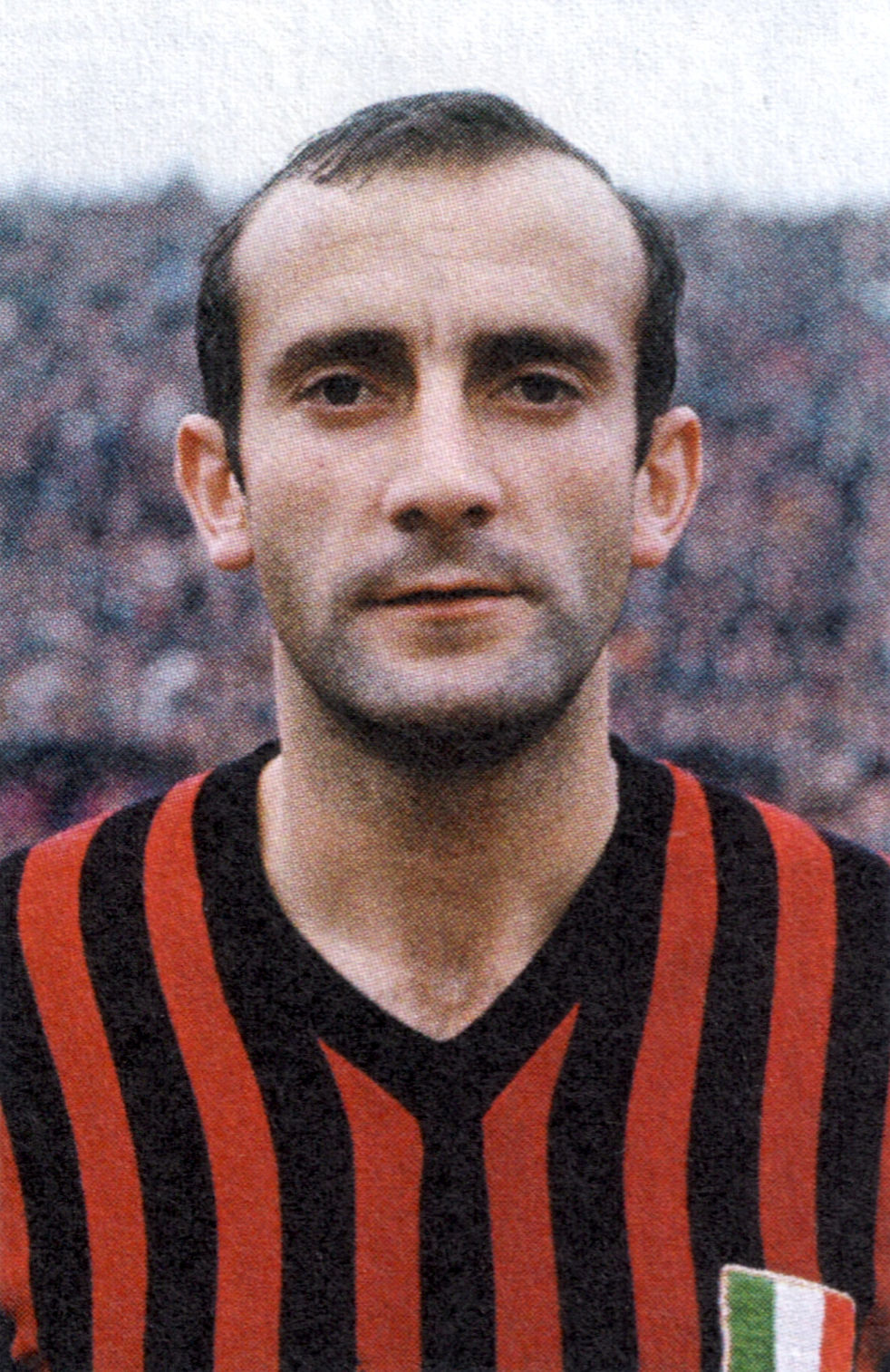
Il centrocampista Lodetti, aggregato dalla formazione Primavera, fece il proprio debutto in Serie A il 15 aprile 1962.

La seconda parte di campionato segnò invece la rimonta del Diavolo, malgrado una battuta d'arresto nella stracittadina. I meneghini piazzarono l'allungo decisivo nel mese di marzo, travolgendo in successione Fiorentina e Juventus e portandosi in tal modo al comando. La striscia positiva si tradusse in una serie di otto vittorie consecutive — tra cui il successo a tavolino di Bergamo, assegnato per invasione di campo — che assicurarono il tricolore alla penultima giornata, dopo il 4-2 casalingo sul Torino. Per i rossoneri si trattò dell'ottavo Scudetto, vinto con un margine di 5 punti sull'Inter di Helenio Herrera. Ad impreziosire il trionfo fu la soddisfazione personale di Altafini, laureatosi capocannoniere del campionato (a pari merito col viola Aurelio Milani) con 22 centri.

## Divise
| Casa | Trasferta |

## Organigramma societario
Area direttiva
- Presidente: Andrea Rizzoli
- Vice presidenti: Giangerolamo Carraro

Area tecnica
- Allenatore: Nereo Rocco
- Allenatore in seconda: Marino Bergamasco
- Direttore tecnico: Giuseppe Viani
- Preparatore atletico: Aristide Facchini
- Massaggiatore: Carlo Tresoldi, Guglielmo Zanella

## Rosa
| N. |                   | Ruolo | Calciatore                            |
| -- | ----------------- | ----- | ------------------------------------- |
|    | Italia (bandiera) | P     | Luciano Alfieri                       |
|    | Italia (bandiera) | P     | Giorgio Ghezzi                        |
|    | Italia (bandiera) | P     | Mario Liberalato                      |
|    | Italia (bandiera) | D     | Cesare Maldini (capitano)             |
|    | Italia (bandiera) | D     | Antonio Pasinato                      |
|    | Italia (bandiera) | D     | Luigi Radice                          |
|    | Italia (bandiera) | D     | Sandro Salvadore                      |
|    | Italia (bandiera) | D     | Giovanni Trapattoni                   |
|    | Italia (bandiera) | D     | Mario Trebbi                          |
|    | Italia (bandiera) | D     | Francesco Zagatti (capitano nel 1961) |
|    | Italia (bandiera) | C     | Mario David                           |
|    | Italia (bandiera) | C     | Giovanni Lodetti                      |
|    | Italia (bandiera) | C     | Ambrogio Pelagalli                    |
|    | Italia (bandiera) | C     | Gianni Rivera                         |

| N. |                        | Ruolo | Calciatore           |
| -- | ---------------------- | ----- | -------------------- |
|    | Brasile (bandiera)     | C     | Dino Sani            |
|    | Italia (bandiera)      | C     | Sergio Tenente       |
|    | Italia (bandiera)      | A     | José Altafini        |
|    | Italia (bandiera)      | A     | Paolo Barison        |
|    | Italia (bandiera)      | A     | Bruno Beretti        |
|    | Italia (bandiera)      | A     | Oliviero Conti       |
|    | Italia (bandiera)      | A     | Giancarlo Danova     |
|    | Italia (bandiera)      | A     | Emanuele Del Vecchio |
|    | Italia (bandiera)      | A     | Paolo Ferrario       |
|    | Italia (bandiera)      | A     | Alcides Ghiggia      |
|    | Inghilterra (bandiera) | A     | Jimmy Greaves        |
|    | Italia (bandiera)      | A     | Gino Pivatelli       |
|    | Italia (bandiera)      | A     | Orlando Rozzoni      |

## Calciomercato
| Acquisti | Acquisti             | Acquisti     | Acquisti |
| R.       | Nome                 | da           | Modalità |
| -------- | -------------------- | ------------ | -------- |
| A        | Oliviero Conti       | L.R. Vicenza | -        |
| A        | Giancarlo Danova     | Torino       | -        |
| A        | Emanuele Del Vecchio | Padova       | -        |
| A        | Paolo Ferrario       | Lazio        | -        |
| A        | Alcides Ghiggia      | Roma         | -        |
| A        | Jimmy Greaves        | Chelsea      | -        |
| P        | Mario Liberalato     | Mestrina     | -        |
| D        | Antonio Pasinato     | Lecco        | -        |
| C        | Ambrogio Pelagalli   | Atalanta     | -        |
| A        | Gino Pivatelli       | Napoli       | -        |
| A        | Orlando Rozzoni      | Udinese      | prestito |
| C        | Dino Sani            | Boca Juniors | -        |
| C        | Sergio Tenente       | Ascoli       | -        |

| Cessioni | Cessioni          | Cessioni  | Cessioni      |
| R.       | Nome              | a         | Modalità      |
| -------- | ----------------- | --------- | ------------- |
| A        | Giovanni Fanello  | Napoli    | -             |
| A        | Carlo Galli       | Udinese   | -             |
| D        | Luigi Garagna     | Grosseto  | -             |
| A        | Jimmy Greaves     | Tottenham | -             |
| C        | Nils Liedholm     | -         | fine carriera |
| A        | Mario Maraschi    | Lazio     | -             |
| D        | Gilberto Noletti  | Lazio     | -             |
| D        | Pierluigi Ronzon  | Napoli    | -             |
| A        | Santiago Vernazza | Vicenza   | -             |

## Risultati

### Serie A

#### Girone di andata
| Arbitro: | Marchese (Napoli) |

|  |           |                                      |
|  | Marcatori | 29’, 39’ Altafini 55’ (rig.) Greaves |

| Arbitro: | Samani (Trieste) |

|                                    |           |  |
| Barison 50’ Radice 68’ Maldini 72’ | Marcatori |  |

| Arbitro: | Roversi (Bologna) |

|  |           |   |
|  | Marcatori | . |

| Arbitro: | Sbardella (Roma) |

|                                                        |           |                                |
| Greaves 10’, 24’ (rig.) Sassi 22’ (aut.) Pivatelli 49’ | Marcatori | 30’, 82’ Pentrelli 36’ Canella |

| Arbitro: | De Marchi (Pordenone) |

|                |           |  |
| Bulgarelli 55’ | Marcatori |  |

| Arbitro: | Leita (Udine) |

|                         |           |                                                  |
| Greaves 43’, 73’ (rig.) | Marcatori | 56’ (rig.) Vincenzi 62’ Skoglund 84’ Veselinović |

| Arbitro: | Bonetto (Torino) |

|            |           |                                     |
| Suárez 69’ | Marcatori | 18’ Pivatelli 53’ Greaves 87’ Conti |

| Arbitro: | Jonni (Macerata) |

|                          |           |              |
| Siciliano 17’ Raffin 83’ | Marcatori | 62’ Altafini |

| Arbitro: | Francescon (Padova) |

|                                 |           |  |
| Altafini 11’ Pivatelli 20’, 68’ | Marcatori |  |

| Arbitro: | Bonetto (Torino) |

|                                     |           |             |
| David 54’ Pelagalli 77’ Greaves 89’ | Marcatori | 83’ Orlando |

| Arbitro: | Rigato (Mestre) |

|                                                 |           |                         |
| Hamrin 6’, 56’ (rig.) Milani 9’, 16’ Petris 77’ | Marcatori | 39’ (rig.), 65’ Greaves |

| Arbitro: | Rigato (Mestre) |

|                                      |           |          |
| Altafini 3’, 8’, 76’, 78’ Rivera 62’ | Marcatori | 38’ Rosa |

| Arbitro: | Di Tonno (Lecce) |

|                 |           |              |
| Del Vecchio 43’ | Marcatori | 11’ Altafini |

| Arbitro: | Marchese (Napoli) |

|                             |           |                         |
| David 54’ (rig.) Rivera 78’ | Marcatori | 68’ Colombo 80’ Maschio |

| Arbitro: | Lo Bello (Siracusa) |

|              |           |                          |
| Allemann 28’ | Marcatori | 58’ Pivatelli 73’ Rivera |

| Arbitro: | Gambarotta (Genova) |

|            |           |              |
| Crippa 49’ | Marcatori | 61’ Altafini |

| Arbitro: | Gambarotta (Genova) |

|                                      |           |              |
| David 17’ Rivera 50’ Danova 67’, 77’ | Marcatori | 64’ Mencacci |

#### Girone di ritorno
| Arbitro: | Sbardella (Roma) |

|                                       |           |                   |
| Danova 11’ Altafini 48’ Sani 74’, 87’ | Marcatori | 83’ (rig.) Kostić |

| Arbitro: | Bonetto (Torino) |

|               |           |                               |
| Calvanese 27’ | Marcatori | 22’, 28’ Pivatelli 30’ Danova |

| Arbitro: | Francescon (Padova) |

|                                 |           |  |
| Danova 33’ Sani 44’ Barison 57’ | Marcatori |  |

| Arbitro: | Gambarotta (Genova) |

|  |           |              |
|  | Marcatori | 86’ Altafini |

| Arbitro: | Rigato (Mestre) |

|                      |           |  |
| Danova 21’, 24’, 31’ | Marcatori |  |

| Arbitro: | Rigato (Mestre) |

|               |           |                               |
| Brighenti 29’ | Marcatori | 13’ Conti 44’ Sani 70’ Rivera |

| Arbitro: | Adami (Roma) |

|  |           |                         |
|  | Marcatori | 44’ Morbello 84’ Suárez |

| Arbitro: | Sbardella (Roma) |

|              |           |  |
| Altafini 32’ | Marcatori |  |

| Arbitro: | Bonetto (Torino) |

|                            |           |                          |
| Di Giacomo 28’ Abbadie 49’ | Marcatori | 2’ Barison 38’ Pivatelli |

| Arbitro: | Lo Bello (Siracusa) |

|  |           |                 |
|  | Marcatori | 45’ (aut.) Losi |

| Arbitro: | Bonetto (Torino) |

|                                              |           |                 |
| Rivera 1’ Barison 16’, 75’ Altafini 31’, 40’ | Marcatori | 29’, 80’ Milani |

| Arbitro: | Rigato (Mestre) |

|                             |           |                                        |
| Charles 42’ Mora 87’ (rig.) | Marcatori | 11’ Barison 49’ Sani 53’, 67’ Altafini |

| Arbitro: | Sbardella (Roma) |

|                                       |           |  |
| Rivera 5’, 61’ Altafini 25’ Conti 63’ | Marcatori |  |

| Arbitro: | Adami (Roma) |

|  |           |   |
|  | Marcatori | . |

| Arbitro: | Francescon (Padova) |

|            |           |  |
| Rivera 29’ | Marcatori |  |

| Arbitro: | Lo Bello (Siracusa) |

|                                                |           |                                 |
| Gerbaudo 5’ (aut.) Rivera 8’ Altafini 44’, 73’ | Marcatori | 31’ Crippa 61’ (rig.) Locatelli |

| Arbitro: | Gambarotta (Genova) |

|  |           |                             |
|  | Marcatori | 30’, 76’ Altafini 86’ Conti |

### Coppa Italia
| Arbitro: | D'Agostini (Roma) |

|  |           |                    |
|  | Marcatori | 68’ (rig.) Cuttica |

### Coppa dell'Amicizia
| Arbitro: | Guinnard |

|                                |           |                                                                     |
| Dandru 18’ Barrou 55’ Alba 81’ | Marcatori | 5’, 77’ Del Vecchio 8’ Barison 31’ Conti 58’ (aut.) Albert 72’ Sani |

| Arbitro: | Huber |

|                         |           |                  |
| Barison 1’ Sani 8’, 60’ | Marcatori | 16’ De Bourgoing |

| Arbitro: | Gulbert |

|                                                |           |                        |
| Rozzoni 7’, 16’, 42’ Lodetti 55’ Pivatelli 63’ | Marcatori | 11’ Schultz 87’ Jubert |

| Arbitro: | ? |

|           |           |                                              |
| Redin 53’ | Marcatori | 8’ Conti 67’ Zagatti 88’ Lodetti 89’ Barison |

| Arbitro: | Gambarotta (Genova) |

|                       |           |             |
| Rosato 42’ Crippa 50’ | Marcatori | 74’ Lodetti |

| Arbitro: | Rigato (Mestre) |

|             |           |             |
| Rozzoni 75’ | Marcatori | 82’ Ferrini |

### Coppa delle Fiere
| Arbitro: | Faucheux |

|  |           |   |
|  | Marcatori | . |

| Arbitro: | Chebat |

|                      |           |  |
| Takac 20’ Pavlic 50’ | Marcatori |  |

## Statistiche

### Statistiche di squadra
| Competizione        | Punti | In casa | In casa | In casa | In casa | In casa | In casa | In trasferta | In trasferta | In trasferta | In trasferta | In trasferta | In trasferta | Totale | Totale | Totale | Totale | Totale | Totale | D.R. |
| Competizione        | Punti | G       | V       | N       | P       | Gf      | Gs      | G            | V            | N            | P            | Gf           | Gs           | G      | V      | N      | P      | Gf     | Gs     | D.R. |
| ------------------- | ----- | ------- | ------- | ------- | ------- | ------- | ------- | ------------ | ------------ | ------------ | ------------ | ------------ | ------------ | ------ | ------ | ------ | ------ | ------ | ------ | ---- |
| Serie A             | 53    | 17      | 14      | 1       | 2       | 51      | 18      | 17           | 10           | 4            | 3            | 32           | 18           | 34     | 24     | 5      | 5      | 83     | 36     | 47   |
| Coppa Italia        | -     | 1       | 0       | 0       | 1       | 0       | 1       | 0            | 0            | 0            | 0            | 0            | 0            | 1      | 0      | 0      | 1      | 0      | 1      | −1   |
| Coppa delle Fiere   | -     | 1       | 0       | 1       | 0       | 0       | 0       | 1            | 0            | 0            | 1            | 0            | 2            | 2      | 0      | 1      | 1      | 0      | 2      | −2   |
| Coppa dell'Amicizia | -     | 3       | 2       | 1       | 0       | 9       | 4       | 3            | 2            | 0            | 1            | 11           | 6            | 6      | 4      | 1      | 1      | 20     | 10     | 10   |
| Totale              | -     | 22      | 16      | 3       | 3       | 60      | 23      | 21           | 12           | 4            | 5            | 43           | 26           | 43     | 28     | 7      | 8      | 103    | 49     | 54   |

### Statistiche dei giocatori
| Giocatore      | Serie A  | Serie A | Coppa Italia | Coppa Italia | Coppa dell'Amicizia | Coppa dell'Amicizia | Coppa delle Fiere | Coppa delle Fiere | Totale   | Totale |
| Giocatore      | Presenze | Reti    | Presenze     | Reti         | Presenze            | Reti                | Presenze          | Reti              | Presenze | Reti   |
| -------------- | -------- | ------- | ------------ | ------------ | ------------------- | ------------------- | ----------------- | ----------------- | -------- | ------ |
| L. Alfieri     | 0        | 0       | 0            | 0            | 6                   | -5                  | 0                 | 0                 | 6        | -5     |
| J. Altafini    | 33       | 22      | 0            | 0            | 0                   | 0                   | 2                 | 0                 | 35       | 22     |
| P. Barison     | 22       | 6       | 1            | 0            | 6                   | 3                   | 0                 | 0                 | 29       | 9      |
| B. Beretti     | 0        | 0       | 0            | 0            | 1                   | 0                   | 0                 | 0                 | 1        | 0      |
| O. Conti       | 9        | 4       | 1            | 0            | 6                   | 2                   | 1                 | 0                 | 17       | 6      |
| G. Danova      | 17       | 8       | 1            | 0            | 1                   | 0                   | 1                 | 0                 | 20       | 8      |
| M. David       | 30       | 3       | 1            | 0            | 0                   | 0                   | 1                 | 0                 | 32       | 3      |
| E. Del Vecchio | 0        | 0       | 0            | 0            | 2                   | 2                   | 0                 | 0                 | 2        | 2      |
| P. Ferrario    | 0        | 0       | 1            | 0            | 0                   | 0                   | 0                 | 0                 | 1        | 0      |
| G. Ghezzi      | 27       | -27     | 1            | 0            | 3                   | -3                  | 0                 | 0                 | 31       | -30    |
| A. Ghiggia     | 4        | 0       | 0            | 0            | 1                   | 0                   | 0                 | 0                 | 5        | 0      |
| J. Greaves     | 10       | 8       | 1            | 0            | 0                   | 0                   | 2                 | 0                 | 13       | 8      |
| M. Liberalato  | 7        | -9      | 1            | -1           | 2                   | -2                  | 2                 | -2                | 12       | -14    |
| G. Lodetti     | 1        | 0       | 0            | 0            | 6                   | 3                   | 0                 | 0                 | 7        | 3      |
| C. Maldini     | 34       | 1       | 0            | 0            | 0                   | 0                   | 2                 | 0                 | 36       | 1      |
| A. Pasinato    | 0        | 0       | 0            | 0            | 6                   | 0                   | 0                 | 0                 | 6        | 0      |
| A. Pelagalli   | 14       | 1       | 1            | 0            | 6                   | 0                   | 2                 | 0                 | 23       | 1      |
| G. Pivatelli   | 16       | 8       | 1            | 0            | 6                   | 1                   | 1                 | 0                 | 24       | 9      |
| L. Radice      | 28       | 1       | 0            | 0            | 0                   | 0                   | 1                 | 0                 | 29       | 1      |
| G. Rivera      | 27       | 10      | 1            | 0            | 0                   | 0                   | 2                 | 0                 | 30       | 10     |
| O. Rozzoni     | 0        | 0       | 0            | 0            | 4                   | 4                   | 0                 | 0                 | 4        | 4      |
| S. Salvadore   | 30       | 0       | 1            | 0            | 0                   | 0                   | 2                 | 0                 | 33       | 0      |
| D. Sani        | 20       | 5       | 0            | 0            | 2                   | 3                   | 0                 | 0                 | 22       | 8      |
| S. Tenente     | 0        | 0       | 0            | 0            | 4                   | 0                   | 0                 | 0                 | 4        | 0      |
| G. Trapattoni  | 32       | 0       | 0            | 0            | 1                   | 0                   | 1                 | 0                 | 34       | 0      |
| M. Trebbi      | 5        | 0       | 1            | 0            | 6                   | 0                   | 0                 | 0                 | 12       | 0      |
| F. Zagatti     | 8        | 0       | 0            | 0            | 6                   | 1                   | 2                 | 0                 | 16       | 1      |